# 圣索尔南勒拉克
圣索尔南勒拉克（法語：Saint-Sornin-Leulac，法語發音：[sɛ̃ sɔʁnɛ̃ lølak]）是法国新阿基坦大区上维埃纳省的一个市镇，属于贝拉克区。

## 地理
圣索尔南勒拉克（46°11'57"N, 1°17'50"E）面积32.28 平方千米，位于法国新阿基坦大区上维埃纳省，该省份为法国中西部省份，北起顺时针与安德尔省、克勒兹省、科雷兹省、多爾多涅省、夏朗德省和维埃纳省接壤。
与圣索尔南勒拉克接壤的市镇（或旧市镇、城区）包括：圣伊莱尔拉特雷耶、沙托蓬萨克、栋皮埃尔-莱塞格利斯、圣阿芒马尼亚泽。

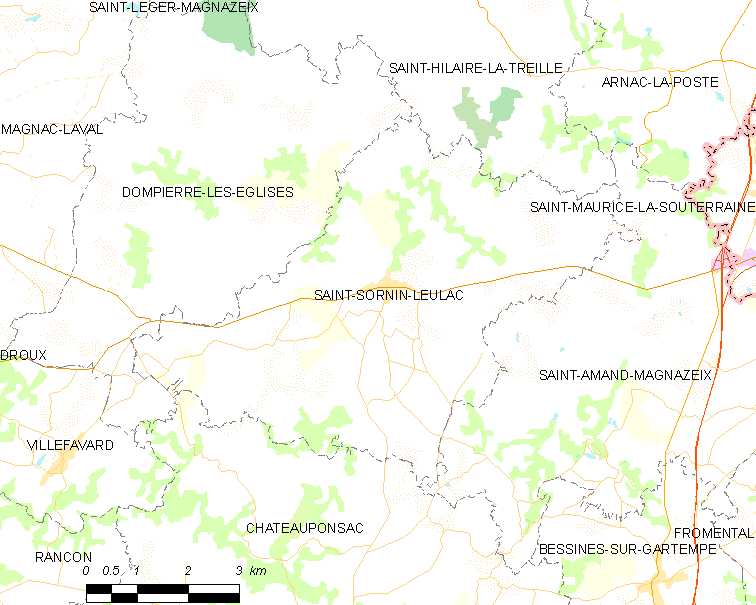
圣索尔南勒拉克的OSM定位图

圣索尔南勒拉克的时区为UTC+01:00、UTC+02:00（夏令时）。

## 行政
圣索尔南勒拉克的邮政编码为87290，INSEE市镇编码为87180。

## 政治
圣索尔南勒拉克所属的省级选区为沙托蓬萨克县。

## 人口

1962-2008年间圣索尔南勒拉克人口变化图示

圣索尔南勒拉克于2022年1月1日时的人口数量为562人。